# Kirsten Otbo
Kirsten Otbo (født 21. november 1952 på Frederiksberg) er en dansk embedsmand, som siden 2008 har været direktør for SKAT Nordsjælland.
Otbo er uddannet jurist og blev i 1977 ansat i Ministeriet for Skatter og Afgifter, hvor hun avancerede til fuldmægtig, kontorchef og souschef i den daværende Told- og Skattestyrelse, hvor hun gjorde tjeneste, indtil hun i 1999 blev chef for skatteregion Ballerup. I 2004 blev Kirsten Otbo underdirektør i det væsen, der nu var omdøbt til ToldSkat.
I 2005 blev Otbo HR-direktør i Skat og har siden 2008 bestridt sig nuværende job. Siden 4. juni 2007 har hun været Ridder af 1. grad af Dannebrog.